# Małgorzata Malwina Niespodziewana
Małgorzata Malwina Niespodziewana (Rados) (ur. 1972) – polska artystka sztuk wizualnych, graficzka, rysowniczka, autorka instalacji przestrzennych i obiektów.

## Życiorys
W latach 1993–1998 studiowała na Wydziale Grafiki Akademii Sztuk Pięknych im. Jana Matejki w Krakowie. W 1998 obroniła z wyróżnieniem dyplom pt. Ceremonie w pracowni prof. Stanisława Wejmana, za który dostała Medal Rektora. W 2007 uzyskała stopień doktora sztuk pięknych na tym samym wydziale za rozprawę doktorską pt. Ciało. Artystyczna koncepcja ciała uniwersalnego, której promotorem był prof. Jacek Gaj. Od 2013 pracuje w Wydziale Sztuki Uniwersytetu Pedagogicznego w Krakowie. W 2017 uzyskała stopień doktora habilitowanego na Wydziale Sztuki Uniwersytetu Pedagogicznego w Krakowie.
Założycielka Grupy MaMa oraz współzałożycielka Grupy 13 – kobiet graficzek.
Mieszka i pracuje w Krakowie.

## Działalność artystyczna
Stałym punktem odniesienia twórczości artystki pozostaje człowiek i jego ciało – fizjologia, płeć, a także jego symbolika i powiązana z nim obrzędowość. Stworzyła artystyczną koncepcję ciała uniwersalnego. W swoich pracach odnosi się do biografii, tekstów i twórczości artystek awangardowych, m.in. Katarzyny Kobro, Erny Rosenstein, Marii Jaremy (w 2017 wzięła udział w wystawie „Potęga awangardy” w Muzeum Narodowym w Krakowie).
Stworzyła serię komiksów nawiązujących do swojego życia prywatnego: Komiks Białe Haribo, Komiks Czarne Haribo oraz Komiks Złote Haribo.
Ważnym elementem pracy jest dziennik pisany od wielu lat oraz odbyte podróże artystyczne, zwłaszcza na Daleki Wschód, czego wynikiem jest, m.in. cykl prac prezentowanych na wystawie Washi no fushigi w Muzeum Sztuki i Techniki Japońskiej „Manggha” w Krakowie w 2019 roku.
Autorka czterdziestu trzech wystaw indywidualnych, wzięła udział w ponad stu sześćdziesięciu grupowych wystawach w kraju i zagranicą, m.in. Grafika, Two 07 Art Gallery, New York, USA (2003); Grand Prix Młodych, Triennale Grafiki Polskiej, Bunkier Sztuki, Kraków (2003); Mężczyzna, Grupa 13, Instytut Polski, Budapeszt, Węgry (2003); Contemporary Polish Engravers, Museo Civico, Cremona, Włochy (2003); Następcy, Instytut Polski, Sztokholm, Szwecja (2003); Mino Paper Art Village Project, Paper Museum, Mino, Japonia (2002); Grafinnova 2002, The Ostrobothnian Museum, Vaasa, Finlandia (2002); Estampa, Targi Sztuki, Madryt, Hiszpania (2002); Fetes de la Paix, Inspirations, Młoda grafika, Lyon, Francja (2000); Grafika, Centrum Kultury, Kopenhaga, Dania (2000); III Międzynarodowe Triennale Grafiki, Giza, Egipt (1999); Młodzi artyści z Krakowa, Goethe Institut, Frankfurt n. Menem, Niemcy (1999).
Jej prace znajdują się w kolekcjach: Mino Paper Museum w Japonii; Kanagawa Prefectural Gallery w Japonii; Uppsala Art Museum w Szwecji; Muzeum Narodowego w Krakowie; Kaliningrad Art Gallery w Rosji; Cremona Civic Museum we Włoszech, Polish Museum of America w USA; Luciano Benetton Collection we Włoszech; Polskiej Akademii Umiejętności w Krakowie, a także w licznych kolekcjach prywatnych w Polsce i za granicą.

## Wystawy indywidualne
- 2019 – Washi no fushigi. Tajemnica papieru (Rosiek-Buszko, Bożyk, Niespodziewana), Muzeum Sztuki i Techniki Japońskiej „Manggha", Kraków
- 2017 – Powtórzenie, Międzynarodowe Centrum Sztuk Graficznych w Krakowie[10]
- 2017 – Strefa Snu, Jan Fejkiel Gallery, Kraków[11]
- 2017 – Comic Gold Haribo, Maniere Noire, Berlin[12]
- 2014 – Złe, Jan Fejkiel Gallery, Kraków
- 2013 – Bajki, Galeria Apteka Sztuki, Warszawa[13]
- 2013 – Madame Butterfly, Galeria m, Wrocław[14]
- 2012 – Komiks Białe Haribo, Mostowa ArtCafe, Kraków[15]
- 2012 – The Fairytales, Maniere Noire Gallery, Berlin, Niemcy
- 2011 – Corpo, Spazio, Natura – Riti Di Rinascita (Niespodziewana, Skórczewski), I mercante di stampe Gallery, Mediolan, Włochy
- 2011 – Kobro. The History About Katarzyna, Graphic Center, Belgrad, Serbia
- 2011 – Kobro – The History About Katarzyna, Grafikens Hus, Mariefred, Szwecja[16]
- 2011 – The Fairytales And One Tragedy, Grafikens Hus, Mariefred, Szwecja[16]
- 2011 – Two Tales, Galeria Pokusa, Wiesbaden, Niemcy
- 2011 – Historia o Katarzynie, Rondo Sztuki, Galeria +, Katowice[17]
- 2010 – Bajki, Jan Fejkiel Gallery, Kraków[18]
- 2009 – Sprawy sercowe, Galeria m, Wrocław[19]
- 2009 – Bieguny (wraz z Mariuszem Pałką), Galeria Engram, Katowice
- 2008 – Body and Identity, Kaliningrad Art Gallery, Kaliningrad, Rosja
- 2007 – Corps Universel, Korczynski Polish Concept Store, Paryż, Francja
- 2007 – Somewhere..., Algarden Gallery, Boras, Szwecja
- 2007 – Podróż na Wschód, Jan Fejkiel Gallery, Kraków[20]
- 2007 – Contemporary Poland – Young Polish Printmaking (Niespodziewana, Warlikowska, Walicki), Gallery Öst, Royal Academy of Fine Arts, Stockholm, Szwecja
- 2006 – A Universal Body, ET4U, Contemporary Visual Art Centre Vestjylland, Bövlingbjerg, Dania
- 2004 – Lovers, IB Cube Gallery, Dania
- 2003 – Dialog z papierem #2, grafika, Two 07 Art Gallery, Nowy York, USA
- 2003 – Lovers, IB Cube Gallery, Japonia
- 2003 – Transparentność, Galeria Camelot, Kraków
- 2003 – Serce/Dusza/Ciało, Norymberga, Niemcy
- 2003 – Ssaki/Mammals, Centrum Kultury i Sztuki, Kalisz
- 2002 – Grafika, w ramach Najlepszej Grafiki Miesiąca, Muzeum Narodowe, Kraków
- 2002 – Gender, Jan Fejkiel Gallery, Kraków[21]
- 2002 – Transiluminacje II, instalacja przestrzenno-dźwiękowa (Grupa MaMa), 27 Krakowskie Reminiscencje Teatralne, Międzynarodowy Festiwal Teatrów Alternatywnych, Kraków
- 2001 – Transluminacja, instalacja przestrzenno–dźwiękowa (Grupa MaMa), II Międzynarodowy Festiwal Działań Teatralnych i Plastycznych Zdarzenia, Tczew-Europa
- 2000 – Feretrony, instalacja w plenerze, I Międzynarodowy Festiwal Działań Teatralnych i Plastycznych Zdarzenia, Tczew-Europa
- 2000 – Artyści z Krakowa, Privatgalerie, Wiesbaden, Niemcy
- 1999 – 50m2 Piekła dla Niewiernego Tomasza, instalacja, ulica św. Tomasza, Kraków
- 1999 – Grafika 1, Loch Camelot, Kraków
- 1998 – Ceremonie, instalacja, Borgo della Fratta, Włochy
- 1998 – Labirynt, Borgo della Fratta, Włochy

## Nagrody i wyróżnienia
- 2018 – Nagroda Rektora Akademii Sztuk Pięknych w Gdańsku podczas 10. Triennale Grafiki Polskiej[22]
- 2012 – Nagroda Dyrektora Płockiej Galerii Sztuki za pracę Katarzyna i Nika 1936-51 podczas 9 Międzynarodowego Festiwalu Sztuki Książki Korespondencja 2012-14[23]
- 2006 – Stypendium Mino Art Village Project w Japonii[24]
- 2005 – Grand Prix, Międzynarodowe Biennale Grafiki Krajów Nadbałtyckich "Kaliningrad – Konigsberg 2005"[25]
- 2005 – Nominacja do Paszportów Polityki[26]
- 2003 – Grand Prix, Art Dea, Warszawa
- 2002 – Stypendium Mino Art Village Project w Japonii
- 2002 – Nagroda, Lantern Festiwal, Mino, Japonia
- 2002 – Grand Prix, Grafika Miesiąca (kwiecień), Kraków
- 1998 – Stypendium Mythological Europe Revisited we Włoszech
- 1999 – Stypendium Twórcze Miasta Krakowa[27]
- 1999 – Grand Prix na Konfrontacjach Najmłodszych Artystów Krakowskich
- 1997/98 – Stypendium Ministra Kultury i Sztuki
- 1996 – Nagroda, 7 Ogólnopolski Konkurs na Rysunek, ASP Kraków
- 1996 – I Nagroda w Konkursie na Grafikę, ASP Kraków
- 1996 – I Nagroda, Pejzaż w Malarstwie Współczesnym, Kraków